# Margrit Kahl
Margrit Kahl (* 16. Januar 1942 in Hamburg; † 6. Januar 2009 ebenda) war eine deutsche Konzept- und Prozesskünstlerin.

## Leben
Von 1968 bis 1975 studierte Margrit Kahl an der Hochschule für bildende Kunst in Hamburg. Ihre Lehrer waren Gustav Seitz für Bildhauerei und Franz Erhard Walther. Ein DAAD-Stipendium ermöglichte ihr 1973 bis 1974 einen Arbeits- und Studienaufenthalt in Warschau.
In Hamburg gründete Kahl 1975 die Künstlerinitiative Galerie vor Ort zusammen mit Berufskollegen. 1982 erhielt sie von der Hamburger Kulturbehörde ein Arbeitsstipendium. In den 1970er- und 1980er-Jahren beteiligte sie sich an zahlreichen Ausstellungen. Eine Reihe von Einzelausstellungen vorwiegend in Hamburg, aber auch in Polen und Schweden waren ihr ebenfalls gewidmet.

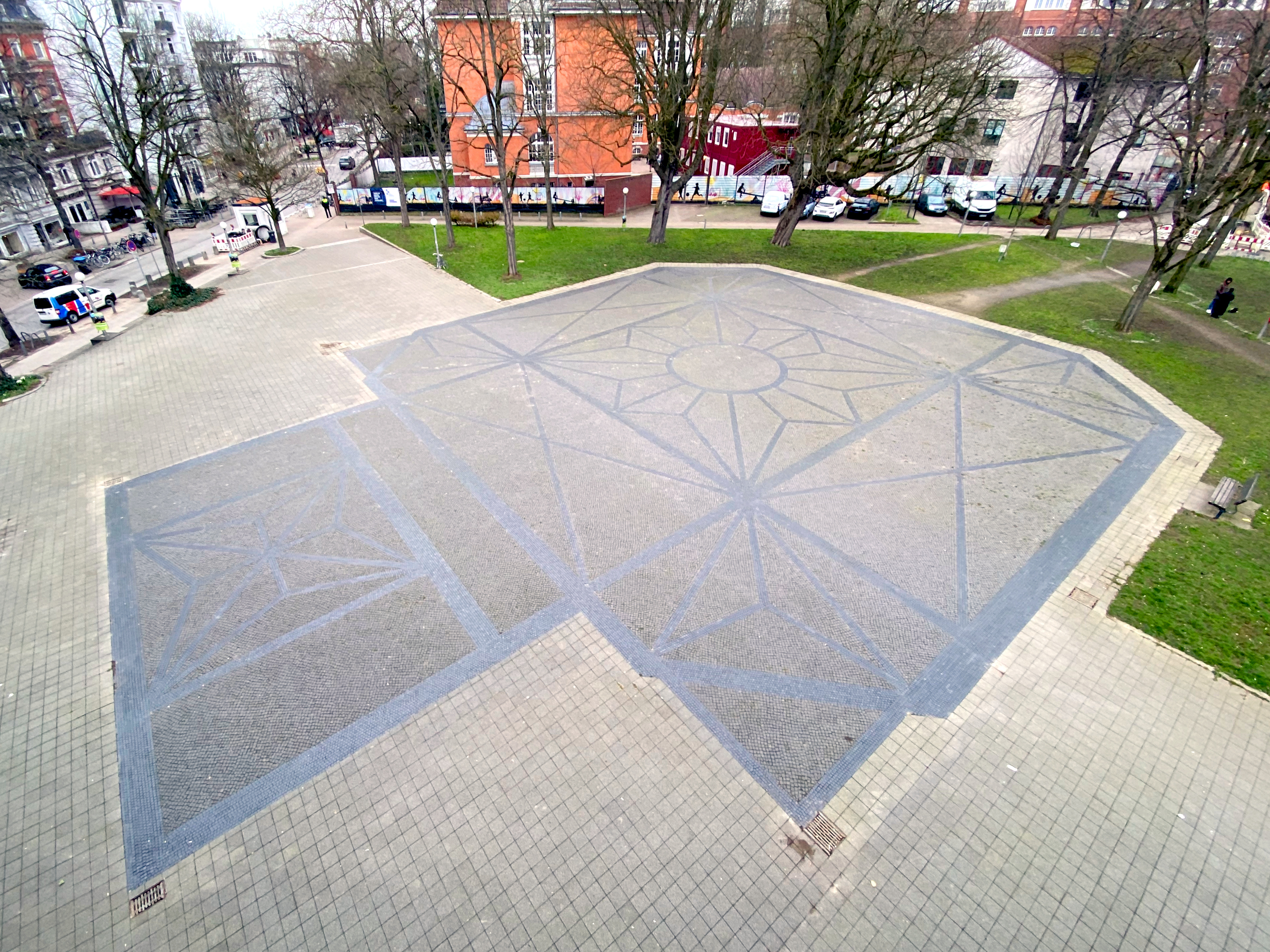
Grundriss der Bornplatzsynagoge

Mitte der 1980er-Jahre arbeitete sie im Auftrag der Freien und Hansestadt Hamburg an der Gestaltung des Platzes, auf dem die von den Nazis zerstörte Bornplatzsynagoge stand. Er befindet sich im Hamburger Bezirk Eimsbüttel zwischen Grindelhof und Joseph-Carlebach-Platz. Das sogenannte Synagogenmonument wurde am 9. November 1988, am 50. Jahrestag der Zerstörung der Synagoge eingeweiht.
Margrit Kahl starb am 6. Januar 2009 in Hamburg. Ihr Nachlass wurde vom Forum für Nachlässe von Künstlerinnen und Künstlern übernommen.

## Ausstellungen
- Universitätsgalerie Repassage, „Meta-physische Prozesse“, Warschau (1974)
- Produzentengalerie Hamburg, „Physische Prozesse“ (1975)
- Galerie vor Ort, „Ortung“, Hamburg (1976)
- Kunstverein in Hamburg, „Hamburger Kunstwochen ’78“ (1978)
- Galerie St. Petri, „Zeit-Zeichnungen“, Lund/Schweden (1978)
- Kunsthaus Hamburg, „Gustav Seitz und seine Schüler“ (1979)
- Hamburger Kunsthalle, „Luther und die Folgen für die Kunst“ (1982)
- Kunsthalle Wilhelmshaven, „Künstler aus Hamburg“ (1984)
- Staatsarchiv der Freien und Hansestadt Hamburg, „Entdeckt und Bewahrt!. 10 Jahre Forum für Künstlernachlässe mit einem Querschnitt durch die Sammlung“ (2013)